# Пет Ханрахан
Патрик М. Ханрахан (рођен маја 1955. године) је амерички инжењер рачунарске графике, професор рачунарске науке и електротехнике и доктор биофизике на Универзитету Станфорд. Његово се истраживање фокусира на алгоритме приказивања, графичке процесоре и научну илустрацију и визуализацију.
Добио је бројне награде, укључујући неколико награда Академије и награду Туринг за 2019. годину.

## Образовање
Ханрахан је одрастао у Грин Беју држави Виконсин. Похађао је Универзитет Виконсин-Медисон и дипломирао 1977. нуклеарну технику. Тамо је наставио образовање и предавао је курс информатике 1981. године као докторски студент. Једна од његових првих ученица била је студенткиња уметности, Дона Кокс, која је данас позната по својој уметности и научним визуализацијама. Године 1985. Ханрахан је докторирао биофизику на Универзитету Виконсин-Медисон. Осамдесетих је радио у Њујоршком институту за технологију, лабораторији за рачунарску графику и корпорацији за дигиталну опрему при Едвину Катмуллу.
Као оснивач Пиксар студија, Ханрахан је био укључен у развој RenderMan интерфејс спецификације од 1986. до 1989. године.
Године 1989. Ханрахан је прешао на Универзитет Принстон, а затим 1995. прешао је на Универзитет Станфорд. Године 2003. године Ханрахан је био суоснивач Тејбл софтвера и од тада је виши инжењер. У фебруару 2005. године, Универзитет Станфорд именован је првим регионалним центром за визуелизацију и анализу Министарства унутрашњих послова Сједињених Држава који се бави питањима визуализације информација и визуелном анализом.
Члан Националне инжењерске академије постао је 1999. године, члан Америчке академије наука и наука 2007. године и члан Удружења за рачунарске машине 2008. године.

## Награде
Ханрахан је за свој рад односно истраживање графичке обраде података добио неколико награда. За RenderMan 1993. да би 2004. примио са Штефеном Р. Маршнером и Хенриком Ван Јенсеном другу награду. 2014. добио је награду заједно са Матом Паром и Грегом Хумпхреисом за њихову формализацију и референтну имплементацију концепата физички заснованог приказивања (ФЗП), који су описани у њиховој књизи Физички засновано приказивање.
Ханрахан је 2003. године добио награду од СИГРАФ- а за „ лидерску улогу у репертовању алгоритама, графичке архитектуре и система као и за нове методе визуелизације рачунарске графике “.
Добио је, 2006. године, каријерну награду за истраживање визуализације од Института инжењера електротехнике и електронике.
За 2019. годину, Ханрахан је заједно са Едвином Катмулом добио награду Туринг у марту 2020. за свој пионирски рад на компјутерски произведеним сликама.